# Senecioniinae
Senecioniinae (ponegdje i Senecioninae), podtribus u glavočika u tribusu Senecioneae. Ouhvaća 92 roda, a tipični je kozmopolitski rod staračac ili dragušac (Senecio) sa preko 1440 vrsta. 

## Rodovi
1. Dauresia B. Nord. & Pelser (2 spp.)
2. Cissampelopsis (DC.) Miq. (12 spp.)
3. Synotis (C. B. Clarke) C. Jeffrey & Y. L. Chen (65 spp.)
4. Senecio L. (1446 spp.)
5. Hasteola Raf. (3 spp.)
6. Aetheolaena Cass. (20 spp.)
7. Culcitium Humb. & Bonpl. (5 spp.)
8. Lasiocephalus Willd. ex Schltdl. (4 spp.)
9. Iocenes B. Nord. (1 sp.)
10. Chaetacalia Pruski (1 sp.)
11. Haplosticha Phil. (3 spp.)
12. Robinsonia DC. (8 spp.)
13. Scapisenecio Schmidt-Leb. (5 spp.)
14. Erechtites Raf. (28 spp.)
15. Cadiscus E. Mey. ex DC. (1 sp.)
16. Crassocephalum Moench (25 spp.)
17. Arrhenechthites Mattf. (6 spp.)
18. Dendrocacalia (Nakai) Nakai (1 sp.)
19. Io B. Nord. (1 sp.)
20. Austrosynotis C. Jeffrey (1 sp.)
21. Mikaniopsis Milne-Redh. (15 spp.)
22. Phaneroglossa B. Nord. (1 sp.)
23. Oresbia Cron & B. Nord. (1 sp.)
24. Dendrosenecio (Hauman ex Hedberg) B. Nord. (12 spp.)
25. Adenostyles Cass. (5 spp.)
26. Dolichorrhiza (Pojark.) Galushko (4 spp.)
27. Caucasalia B. Nord. (4 spp.)
28. Iranecio B. Nord. (4 spp.)
29. Turanecio Hamzaoglu (12 spp.)
30. Pojarkovia Askerova (1 sp.)
31. Curio P. V. Heath (21 spp.)
32. Delairea Lem. (2 spp.)
33. Gynura Cass. (53 spp.)
34. Solanecio Sch. Bip. ex Walp. (17 spp.)
35. Kleinia Mill. (55 spp.)
36. Steirodiscus Less. (6 spp.)
37. Lamprocephalus B. Nord. (1 sp.)
38. Cineraria L. (49 spp.)
39. Mesogramma DC. (1 sp.)
40. Bolandia Cron (5 spp.)
41. Bertilia Cron (1 sp.)
42. Stilpnogyne DC. (1 sp.)
43. Pladaroxylon (Endl.) Hook. fil. (1 sp.)
44. Lachanodes DC. (1 sp.)
45. Pericallis Webb & Berthel. (16 spp.)
46. Emilia Cass. (124 spp.)
47. Psednotrichia Hiern (3 spp.)
48. Packera Á. Löve & D. Löve (76 spp.)
49. Bethencourtia Choisy (3 spp.)
50. Jacobaea Mill. (64 spp.)
51. Monticalia C. Jeffrey (81 spp.)
52. Faujasia Cass. (4 spp.)
53. Eriotrix Cass. (2 spp.)
54. Faujasiopsis C. Jeffrey (3 spp.)
55. Parafaujasia C. Jeffrey (2 spp.)
56. Hubertia Bory (24 spp.)
57. Humbertacalia C. Jeffrey (9 spp.)
58. Pentacalia Cass. (164 spp.)
59. Dresslerothamnus H. Rob. (5 spp.)
60. Ortizacalia Pruski (1 sp.)
61. Scrobicaria Cass. (3 spp.)
62. Lomanthus B. Nord. & Pelser (21 spp.)
63. Misbrookea Funk (1 sp.)
64. Werneria Kunth (29 spp.)
65. Anticona E. Linares, J. Campos & A. Galán (1 sp.)
66. Xenophyllum Funk (23 spp.)
67. Arbelaezaster Cuatrec. (1 sp.)
68. Caxamarca M. O. Dillon & A. Sagást. (2 spp.)
69. Cabreriella Cuatrec. (2 spp.)
70. Dorobaea Cass. (3 spp.)
71. Garcibarrigoa Cuatrec. (2 spp.)
72. Pseudogynoxys (Greenm.) Cabrera (16 spp.)
73. Talamancalia H. Rob. & Cuatrec. (2 spp.)
74. Charadranaetes Janovec & H. Rob. (1 sp.)
75. Jessea H. Rob. & Cuatrec. (4 spp.)
76. Graphistylis B. Nord. (9 spp.)
77. Dendrophorbium (Cuatrec.) C. Jeffrey (84 spp.)
78. Herodotia Urb. & Ekman (1 sp.)
79. Mattfeldia Urb. (1 sp.)
80. Zemisia B. Nord. (2 spp.)
81. Ekmaniopappus Borhidi (1 sp.)
82. Nesampelos B. Nord. (3 spp.)
83. Elekmania B. Nord. (9 spp.)
84. Leonis B. Nord. (1 sp.)
85. Antillanthus B. Nord. (17 spp.)
86. Herreranthus B. Nord. (1 sp.)
87. Lundinia B. Nord. (1 sp.)
88. Jacmaia B. Nord. (1 sp.)
89. Odontocline B. Nord. (6 spp.)
90. Ignurbia B. Nord. (1 sp.)
91. Oldfeltia B. Nord. & Lundin (1 sp.)
92. Shafera Greenm. (1 sp.)